# 西松本駅
西松本駅（にしまつもとえき）は、長野県松本市中条にある、アルピコ交通上高地線の駅である。駅番号はAK-02。

## 歴史
「西松本駅」という名称の駅は1922年（大正11年）に開業したが、これは現在の渚駅に当たる。現在の西松本駅は1927年（昭和2年）に住民の要望で開業した。それと同時に初代の西松本駅は渚駅へ改称された。

### 年表
- 1927年（昭和2年）5月1日：筑摩電気鉄道の西松本駅（2代）として開業[1][2]。同時に西松本駅（初代）は渚駅に改称。
- 1932年（昭和7年）12月2日：松本電気鉄道に社名変更。
- 1946年（昭和21年）10月：営業を休止し、1948年5月に営業を再開する[1][3]。
- 2011年（平成23年）：4月1日 - アルピコ交通に社名変更。
- 2014年（平成26年）3月：駅名標を従来のものから渕東なぎさとアルプちゃんが城の壁面をバックにしたデザインに変更
- 2021年（令和3年）
  - 3月30日：アルピコ交通創立100＋1周年を記念して駅名標を渕東なぎさと手毬のデザインに変更
  - 8月15日：令和3年8月の大雨で渚駅寄りにある田川橋梁が被災し、運休となる。
  - 8月16日：松本駅 - 新村駅間で代行バス運行を実施。当駅の代行バス乗り場は近くの大宮神社の前だった（のちに山形線の「中条」停留所へ変更）。
  - 10月8日：渚駅 - 新島々駅間で列車の運転を再開。これに伴い代行バスの乗り場が渚橋東詰に変更し松本駅 - 渚駅間にて代行輸送を実施。
- 2022年（令和4年）6月10日：松本駅 - 渚駅間の列車運転再開に伴いバス代行輸送を終了。

## 駅構造
踏切と河川に挟まれた単式ホーム1面1線に屋根付きの待合所と駐輪場を有する地上駅。無人駅である。出入り口は東側のみで階段になっている。サイクルトレインの乗車駅となっていた。
隣の松本駅とは約400mしか離れていない。

## 利用状況
日中の利用客は少ないが、朝夕の通勤・通学時間帯には渚駅と同じく、自転車から電車へまたその逆を行う客がいるため比較的混雑する。
1日の平均乗車人員は以下の通りである。
| 乗車人員推移 | 乗車人員推移 |
| 年度         | 1日平均人数  |
| ------------ | ------------ |
| 2009         | 36           |
| 2010         | 30           |
| 2011         | 33           |
| 2012         | 38           |
| 2013         | 41           |
| 2014         | 47           |
| 2015         | 52           |
| 2016         | 55           |
| 2017         | 41           |
| 2018         | 46           |

## 駅周辺
2014年（平成26年）7月まで、駅裏に変電所（のちに建物は松本電鉄社員寮に転用）があった。以降は解体され現在は建設会社となっている。
- 大宮神社
  - かつては敷地内に中条保育園があった。この保育園は平成30年に井川城へ移転し井川城保育園に改称している。
- 松本車両センター
- 田川
- 薄川
- 穴田川
- 頭無川
- 県道297号
- 井川館（井川城）
- 井川城保育園（旧中条保育園）
- 国道19号
- 松本協立病院[1]
- 東日本旅客鉄道 松本駅
- アルピコ交通バス（通称：松本電鉄バス）「中条」停留所
- 中条跨線橋
- アルピコ交通本社

## 隣の駅
アルピコ交通
■上高地線
松本駅（AK-01） - 西松本駅（AK-02） - 渚駅（AK-03）